# Förlösa
Förlösa är en småort i Kalmar kommun och kyrkby i Förlösa socken.

## Befolkningsutveckling
| Befolkningsutvecklingen i Förlösa 1995–2015 | Befolkningsutvecklingen i Förlösa 1995–2015 | Befolkningsutvecklingen i Förlösa 1995–2015 | Befolkningsutvecklingen i Förlösa 1995–2015 | Befolkningsutvecklingen i Förlösa 1995–2015 |
| ------------------------------------------- | ------------------------------------------- | ------------------------------------------- | ------------------------------------------- | ------------------------------------------- |
|                                             |                                             |                                             |                                             |                                             |
| År                                          |                                             |                                             | Folkmängd                                   | Areal (ha)                                  |
| 1995                                        | 1995                                        |                                             | 56                                          | 9#                                          |
| 2000                                        | 2000                                        |                                             | 64                                          | 9#                                          |
| 2005                                        | 2005                                        |                                             | 70                                          | 17#                                         |
| 2010                                        | 2010                                        |                                             | 70                                          | 17#                                         |
| 2015                                        | 2015                                        |                                             | 76                                          | 26#                                         |
| Anm.: # Som småort.                         |                                             |                                             |                                             |                                             |

## Föreningar
Förlösa hembygdsförening bildades 1961 och samma år köptes Trangärde väderkvarn in till föreningen.
Det finns också en idrottsklubb som heter Förlösa GoIF. 

## Personer från orten
I Förlösa föddes centerpartiets mångårige partisekreterare Gustaf Jonnergård och populärförfattaren Jon Olof Åberg.